# Троицкаја
Троицкаја (рус. Троицкая) насељено је место руралног типа (станица) на југу европског дела Руске Федерације. Налази се у западном делу Краснодарске покрајине и административно припада њеном Кримском рејону.
Према подацима националне статистичке службе РФ за 2010, станица је имала 6.786 становника.

## Географија
Станица Троицкаја се налази у западном делу Краснодарске покрајине на самом северу Закубањске наплавне равнице. Лежи на левој обали реке Кубањ, на надморској висини од 8 метара. Станица лежи на око 25 км североисточно од рејонског центра, града Кримска, односно на око 75 километара западно од покрајинске престонице Краснодара.
Кроз насеље пролази магистрални друм и пруга који повезују Кримск и Славјанск на Кубану.

## Историја
Савремено насеље основано је 1865. године као станица Псебедаховскаја, а свега две године касније, 1867, добија садашње име.
У децембру 1964. у станици је са радом почела фабрика јода, први и једини индустријски објекат тог типа на тлу Русије. истовремено су у ближој околини откривена значајнија лежишта нафте и природног гаса.

## Демографија
Према подацима са пописа становништва 2010. у селу је живело 6.786 становника.
| 2002. | 2010. |
| ----- | ----- |
| 6.396 | 6.786 |